# Єзьора (Мазовецьке воєводство)
Єзьора (пол. Jeziora) — село в Польщі, у гміні Пневи Груєцького повіту Мазовецького воєводства.
Населення — 238 осіб (2011).

## Демографія
Демографічна структура станом на 31 березня 2011 року:
|          | Загалом | Допрацездатний вік | Працездатний вік | Постпрацездатний вік |
| -------- | ------- | ------------------ | ---------------- | -------------------- |
| Чоловіки | 109     | 15                 | 82               | 12                   |
| Жінки    | 129     | 18                 | 76               | 35                   |
| Разом    | 238     | 33                 | 158              | 47                   |